# Puya chilensis
Puya chilensis is een terrestrische plant uit de bromeliafamilie die van oorsprong voorkomt op de droge hellingen van Chili. Een groenblijvende plant die grote, dichte rozetten van grijs-groene bladeren met scherpe stekels vormt. De groen-gele bloemen vormen zich op pieken tot 2 meter hoog en die lijken op een middeleeuwse goedendag. De groei is traag en het kan twintig jaar of meer duren voordat de plant tot bloei komt.

## Teelt
Puya chilensis is gemakkelijk uit zaad te kweken. Als de plant buiten geteeld is, is deze in staat om lichte vorst te verdragen. In koudere gebieden vereist de plant tijdens de winter bescherming en kan de plant het best in een kas of binnenshuis geplaatst worden. Puya chilensis vereist een goed gedraineerde, kalkvrije bodem. Hij kan goed tegen droogte, maar zal veel water waarderen tijdens de zomermaanden. De plant is gevoelig voor rotten tijdens de winter als hij te nat wordt gehouden. Hij kan wat schaduw hebben, maar het beste is de plant in de volle zon te telen.
De stekels, zelfs op zeer jonge planten, zijn zeer scherp en kunnen verwondingen veroorzaken. Planten moeten worden behandeld met grote zorg. Dikke beschermende kleding wordt aanbevolen. Plant altijd uit de buurt van de randen en uit de gebieden waar de kinderen spelen.

## Natuurlijke omgeving
De plant komt van nature voor op de hellingen van de Andes. Veelvoorkomend op de naar het noorden gerichte hellingen op 300 tot 1000 meter boven de zeespiegel.

## Instandhouding

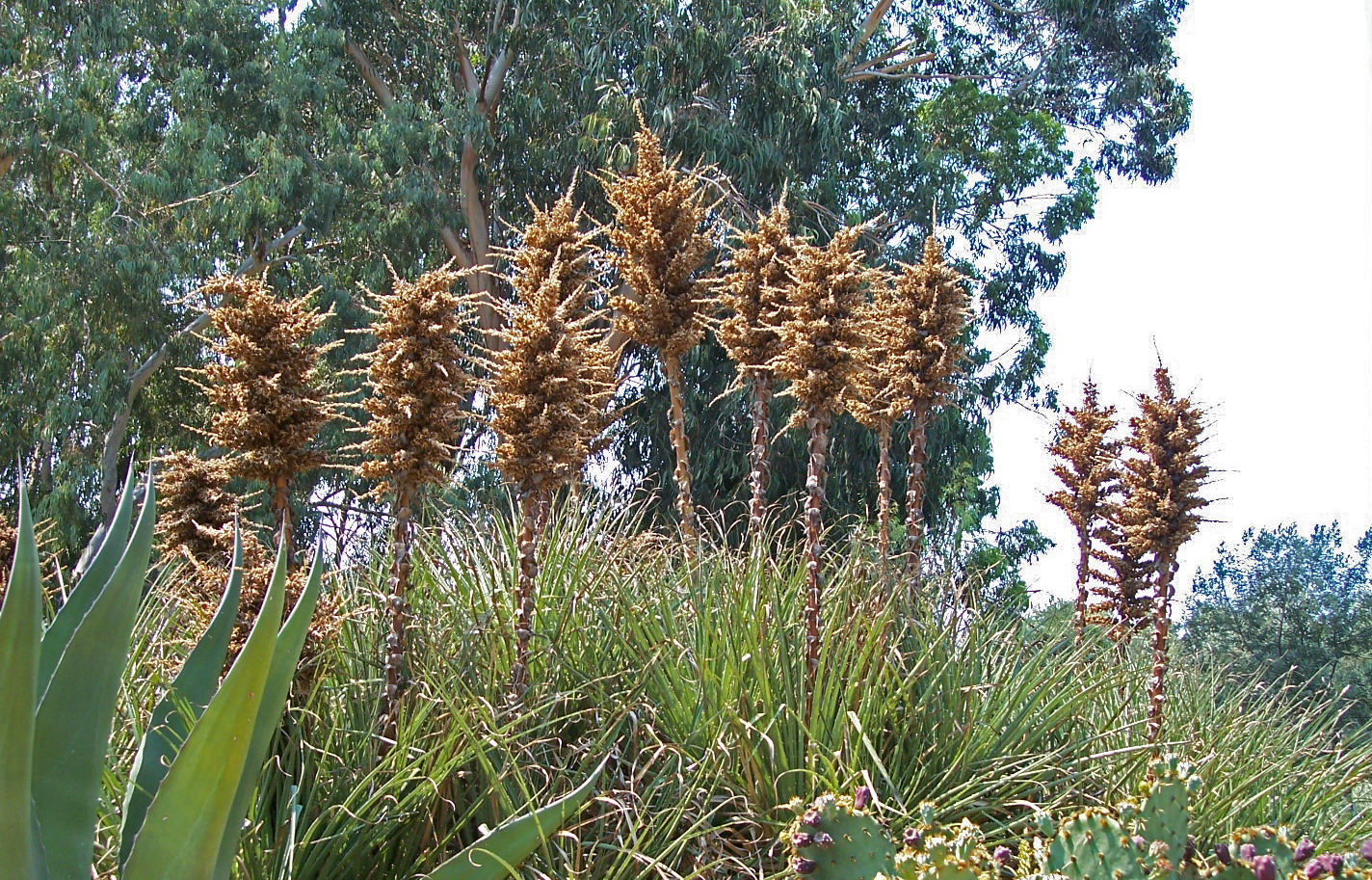

Puya chilensis is niet bedreigd en kan worden gevonden in de Chileense Matorral. De plant wordt gecultiveerd in vele delen van de wereld.
In zijn natuurlijke omgeving kunnen de planten zeer licht ontvlambaar en zijn gevoelig voor schade door branden die zijn vaak het gevolg zijn van menselijk handelen. Landontginning is een toenemende bedreiging.